# Oedipina gracilis
Oedipina gracilis är en groddjursart som beskrevs av Taylor 1952. Oedipina gracilis ingår i släktet Oedipina och familjen lunglösa salamandrar. IUCN kategoriserar arten globalt som starkt hotad. Inga underarter finns listade i Catalogue of Life.